# Сергий Решайнский
Сергий (Саргас) Решайнский (?, Рас-эль-Айн, Месопотамия — 536, Константинополь) — видный учёный-мыслитель, медик и переводчик.

## Биография
Родился Сергий Решайнский в Рас-эль-Айне (сейчас — Сирия, устаревшее русское наименование — Решайн). Учился и какое-то время работал у себя на родине, однако из-за интриг своих коллег был вынужден оставить родной город и переехать сначала в Антиохию, а затем в Рим и работать в этих городах. Он решил переехать в Константинополь, но серьёзно заболел и в 536 году внезапно скончался в молодом возрасте в самом расцвете сил.
За свою короткую жизнь проделал огромную творческую работу. На сирийский язык Сергий Решайнский перевёл множество античных произведений в области медицины и богословия, а также дал подробные комментарии ко всем переведённым трудам.

## Избранные сочинения
- Сергий Решайнский. Сочинения о категориях Аристотеля.
- Сергий Решайнский. О роде, виде и индивиде.
- Сергий Решайнский. О причинах космоса.
- Сергий Решайнский. Трактат по физике.